# Рудольф Отт
Рудольф Отт (нім. Rudolf Ott; 26 жовтня 1888, Штутгарт — 31 січня 1950) — німецький військовий ветеринар, доктор ветеринарії, генерал-майор ветеринарної служби вермахту (1 лютого 1942).

## Біографія
Син директора пивоварні Пауля Отта і його дружини Катаріни, уродженої Гайзер. Учасник Першої світової війни. З 1 квітня 1924 року — головний ветеринар 5-го інженерного батальйону в Ульмі, з 1 травня 1928 року — 5-го дивізіону зв'язку в Штутгарті, з 1 травня 1930 року — 2-го артилерійського полку в Шверіні, з 15 жовтня 1935 року — 12-ї піхотної дивізії в Шверіні, з 10 листопада 1938 року — 18-го армійського корпусу в Зальцбурзі, з 5 лютого 1942 по квітень 1944 року — 1-ї танкової армії.

## Сім'я
28 квітня 1917 року одружився з Геленою Алльманн. В 1921 році в пари народилась дочка.

## Нагороди
- Залізний хрест 2-го класу
- Орден Фрідріха (Вюртемберг), лицарський хрест 2-го класу з мечами
- Почесний хрест ветерана війни з мечами (1934)
- Медаль «За вислугу років у Вермахті» 4-го, 3-го і 2-го класу (18 років; 2 жовтня 1936) — отримав 3 нагороди одночасно.
- Медаль «У пам'ять 13 березня 1938 року»
- Медаль «За Атлантичний вал»
- Хрест Воєнних заслуг 2-го і 1-го класу з мечами